# Metonomastus patrizii
Metonomastus patrizii är en mångfotingart som beskrevs av Manfredi 1950. Metonomastus patrizii ingår i släktet Metonomastus och familjen orangeridubbelfotingar. Inga underarter finns listade i Catalogue of Life.